# 中島健 (俳優)
中島 健（なかじま けん、1997年2月20日 - ）は、日本の俳優・モデル。埼玉県出身。エイジアプロモーション所属。

## 略歴
フィリピン人と日本人のハーフである。大学在学中から、サロン「OCEAN TOKYO」の専属モデルほか雑誌やカタログでモデルとして活動していた。
2014年に結成された演劇ユニット・劇団番町ボーイズ☆のメンバーとなり、舞台公演に出演。2015年、雑誌『Popteen』に登場。
2016年2月発売の3月号では読者人気が高い男女モデル7人「神7」の一人に選ばれ、メンズモデルとして初めて表紙に掲載された。以後、同誌のメンズモデルとして活動する。
2016年6月に劇団番町ボーイズ☆を卒業。2019年3月をもって『Popteen』の専属メンズモデルを卒業。
特技はリフティング・腕相撲、趣味はサッカー・ラップを見ること。

## 出演

### テレビドラマ
- トーキョー・ミッドナイト・ラン（2016年12月、フジテレビ）
- 銀と金 第1話（2017年1月、テレビ東京）
- わにとかげぎす 第4話（2017年8月16日、TBS）
- ぼくは麻理のなか（2017年10月17日 - 12月5日、フジテレビ） - ヒロキ 役
- コンデラタロウ（2018年1月4日 - 7日、NHK）- 永山ちょうじ 役 ※ウェブ配信と同じ作品
- 白衣の戦士! 第1話（2019年4月10日、日本テレビ）
- HiGH&LOW THE WORST EPISODE.0（2019年7月 - 8月、日本テレビ） - 中岡昌平 役
- 貴族誕生 -PRINCE OF LEGEND-（2019年11月28日- 12月26日、日本テレビ） - ゴロウ役
- オー!マイ・ボス!恋は別冊で 第3話（2021年1月26日、TBS） - アツシ 役
- ウソかホントかわからない やりすぎ都市伝説 ザ・ドラマ「リモート地縛霊」（2021年5月5日、テレビ東京）[7] - 主演・加藤 役
- アバランチ 第1話 （2021年10月18日 - 12月20日、カンテレ・フジテレビ系）

- CODE-願いの代償- 第1話・第2話（2023年7月2日・9日、読売テレビ・日本テレビ） - 寺島貴司 役
- 瓜を破る〜一線を越えた、その先には（2024年1月24日 - 、TBS） - トウヤ 役
- モンスター 第4話（2024年11月4日、関西テレビ・フジテレビ系） - 内藤哲哉 役
- 令和サスペンス劇場「旅人検視官 道場修作」第5弾（2025年8月23日、BS日テレ） - 北島武志 役

### ウェブ配信
- イマっぽTV（2017年4月5日 - 、AbemaTV） - 水曜レギュラーMC
- 真夏のオオカミくんには騙されない（2017年7月22日 - 9月23日、AbemaTV）
- アオハル♥LINE（2018年、AbemaTV） - スタジオMC[8]
- アベマ大縁日〜人気番組勢ぞろい！神宮花火大会生中継で豪華プレゼント大放出SP〜（2018年8月11日、AbemaTV） - オオカミくんには騙されない、イマっぽTV代表[9]

#### Webドラマ
- コンデラタロウ（2017年9月 -  NHK） - 永山ちょうじ 役
- 星屑リベンジャーズ 第10話  ゲスト出演[要出典]
- RIDER TIME 仮面ライダー龍騎 第1話・2話（2019年3月31日・4月7日、ビデオパス）[10] - 石橋 / 仮面ライダーシザース 役
- 酒癖50 第5話・6話（2021年8月12日・19日、AbemaTV）
- ウソ恋 ~この恋は嘘で出来ている~（2025年2月21日-SWIPEドラマ）-加藤雅紀 役
- 100日後に離婚する2人  (2025年8月15日-テラードラマ)-後藤清春 役

### 映画
- ひるなかの流星（2017年3月24日公開、東宝）
- お江戸のキャンディー2（2017年6月公開） - チュン 役
- 9 ナイン（2018年2月17日、MIRAI） - 岡優太 役[11]
- PRINCE OF LEGEND（2019年3月公開）
- プリズン13（2019年8月30日） - グレ 役
- HiGH&LOW THE WORST（2019年10月4日公開)　- 中岡昌平 役
- 闇金クイーン（2019年12月27日公開） - 木戸アタル 役
- シグナル100（2020年1月24日公開、東映） - 久保田純哉 役
- 貴族降臨 -PRINCE OF LEGEND-（2020年3月13日公開、東宝） - ピエール/ゴロウ 役
- 人狼ゲーム デスゲームの運営人（2020年11月13日公開） - 琥太郎 役
- 鈴木さん（2020年公開） - ヒノ 役
- ショコラの魔法（2021年6月18日公開、イオンエンターテイメント） - 西尾猛 役[12]
- HiGH&LOW THE WORST X（2022年9月9日公開） - 中岡昌平 役
- 碧恋のトウループ（2023年10月16日公開） - 藤沢翔真 役

### Vシネマ
- タイマン3（2017年6月発売） - 主演・松尾一矢（天神高校3年） 役
- タイマン4（2017年8月発売） - 主演・松尾一矢（天神高校3年） 役

### ラジオ
- 大倉士門 はんなり士門塾（2016年10月8日 - 、FM-FUJI）

### 舞台
- MY DOOR 〜熱〜（2015年） - 月野タケシ 役[13]
- HOME 〜魔女とブリキの勇者たち〜（2015年） - 黒瀬祥二 役[14]
- ギャル卒!!（2017年8月3日 - 6日）
- 劇団TEAM-ODAC 第30回本公演「猫と犬と約束の燈2018夏」（2018年7月7日 - 16日、全労済ホール／スペース・ゼロ） - 大道寺健吾 役
- 27-7ORDER（2020年2月9日 - 16日、天王洲 銀河劇場 / 2月21日 - 3月1日、AiiA 2.5Theater Kobe） - ゲンキ 役
- 異種格闘技型朗読劇「TAMERS」（2021年9月4・5日、よみうりホール） - 富樫ヨシヤ 役
- FOCUS〜アップデート〜（2022年9月17日 - 18日、銀座ブロッサム / 11月18日 - 19日、COOL JAPAN PARK OSAKA TTホール） - 五木田陽介 役
- 舞台「新宿羅生門」 （2023年9月22日 - 10月1日 、 こくみん共済coopホール スペース・ゼロ） - 主演・沖田洸 役
- アメツチ「ジャック・モーメント」（2024年6月5日 - 9日、六行会ホール）-クロック・フロッグ 役[15]
- 舞台「新宿羅生門」薩長エージェンシー編（2025年1月18日 - 26日、こくみん共済 coop ホール/スペース・ゼロ）-沖田洸 役[16][17]
- 「ツミビト〜7つと1つの大罪〜」(2025年4月23 - 27日、CBGKシブゲキ‼︎)-ヨル 役

### CM
- ザ コカ・コーラ カンパニー「ファンタ」（2017年4月 - ）[18]
- ガンホー「パズドラレーダー」（2017年12月 - ）
- 大塚製薬「賢者の食卓」（2022年11月 - ） - 鑑識 役 ※眞島秀和と共演[19][20]

### ミュージック・ビデオ
- lol-エルオーエル-
  - 「bye bye」（2016年）[21]
  - 「boyfriend」MV [Popteenバージョン] （2017年）
- EINSHTEIN & 言×THE ANSWER「To u」 (2018年)
- 橋本裕太「ボクラセダイ」(2019年)
- CIMBA「F××K you but I love you feat. すーたむわーるど」(2022年)

### ファッションショー
- 関西コレクション
- 超十代-ULTRA TEENS FES 2016-（2016年）[2]

### その他
- アベイル - イメージモデル
- ドン・キホーテ - イメージモデル
- emione - イメージモデル

## 書籍

### 雑誌
- Popteen（2015年[1] - 2019年[6]、角川春樹事務所）メンズモデル[22]
- samurai ELO（インフォレスト）
- CHOKi CHOKi GiRLS（内外出版社）
- FINEBOYS（日之出出版）